# Asilisaurus
Asilisaurus del suajili, asili ("antepasado"), y del griego, σαύρος (sauros, "lagarto") es un género extinto de arcosaurios silesáuridos. Es el arcosaurio más antiguo de la línea aviar encontrado hasta la fecha.

## Descripción

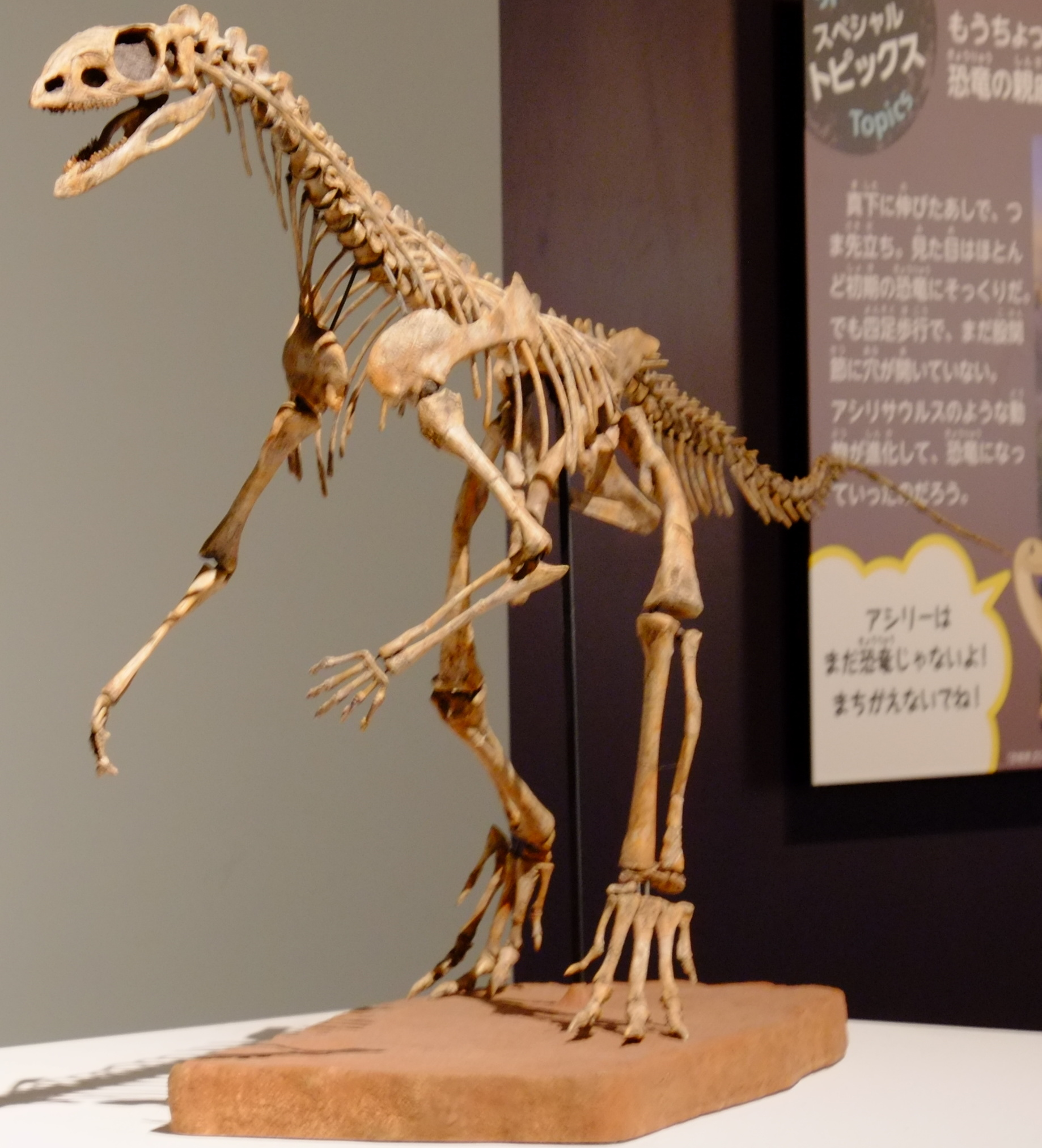
Reconstrucción del esqueleto

Se encontraron al menos 14 ejemplares en el sur de Tanzania que datan del Anisiense, en el Triásico medio; esto ha permitido recrear el animal de manera casi completa. Se cree que medían entre medio y un metro de altura y entre uno y tres metros de largo. Pesarían entre 10 y 30 kilos. Aparentemente caminaban a cuatro patas. Su boca y dentición indican una dieta herbívora u omnívora.

## Clasificación
Se trata del primer ejemplar de la radiación de la línea aviar en el Anisiano, cuando la diversificación de los arcosaurios durante este periodo sólo se había constatado para los de la línea del cocodrilo; esto supone que quizá los dinosaurios sean algo más antiguos de lo que se pensaba. Es el primer dinosauriforme no-dinosaurio encontrado en África.